# Chamaedorea pinnatifrons
Chamaedorea pinnatifrons là loài thực vật có hoa thuộc họ Arecaceae. Loài này được (Jacq.) Oerst. mô tả khoa học đầu tiên năm 1859.

## Hình ảnh

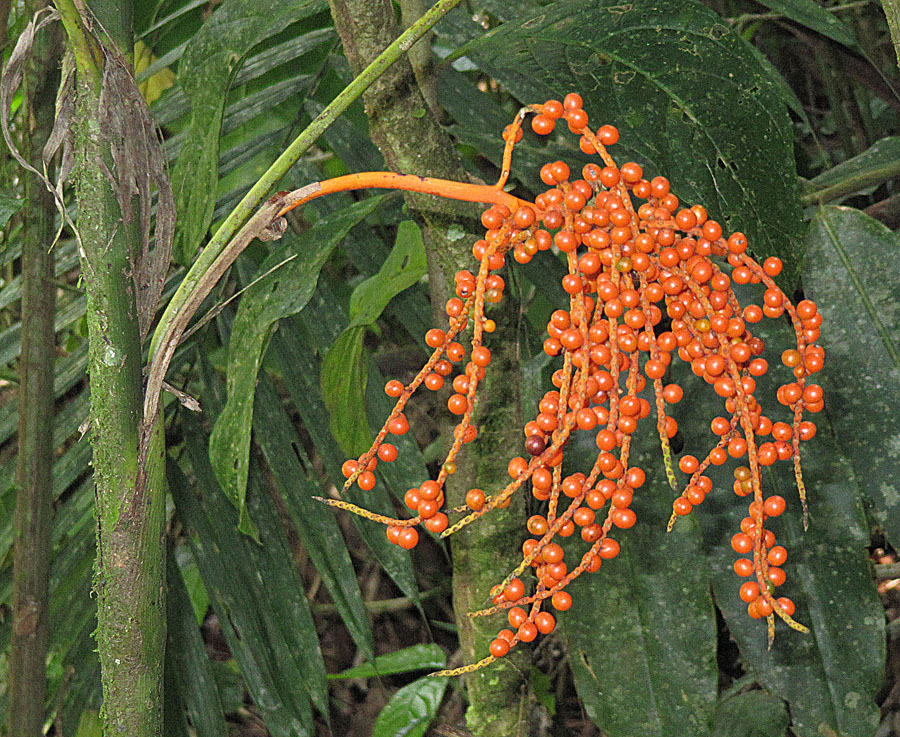
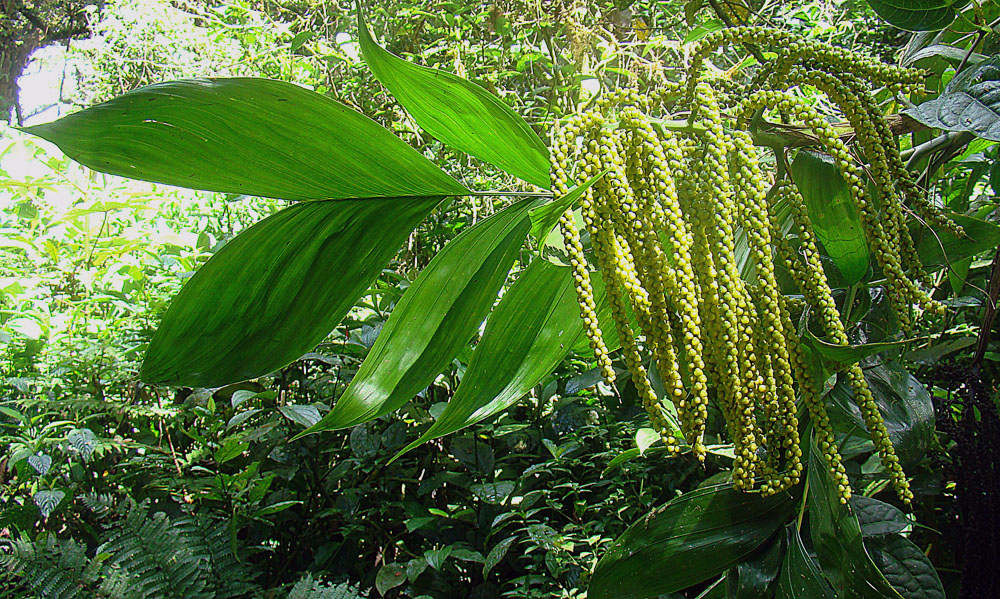